# Nostalgia pela União Soviética
Nostalgia pela União Soviética (em russo:  ностальгия по СССР) ou nostalgia soviética é um fenômeno de nostalgia da era soviética, seja sua política, sua sociedade, sua cultura ou simplesmente sua estética. Essa nostalgia é observada entre as pessoas na Rússia e nos outros estados pós-soviéticos, bem como nas pessoas nascidas na União Soviética, e também de pessoas de fora da URSS. 
Em 2004, um canal de televisão chamado Nostalgiya estilizado com uma foice e um martelo foi lançado na Rússia. 

## Pesquisas
Desde a queda da União Soviética e do Bloco Socialista, a pesquisa anual do Centro Levada mostrou que mais de 50% da população da Rússia lamentou seu colapso, com a única exceção a ser em 2012, quando o apoio à União Soviética caiu para abaixo dos 50%. Uma pesquisa de 2018 mostrou que 66% dos russos lamentaram a queda da União Soviética, estabelecendo um recorde de 15 anos, e a maioria dos arrependidos tinha mais de 55 anos.
Na Armênia, 12% dos entrevistados disseram que o colapso da URSS foi bom, enquanto 66% disseram que foram causados danos. No Quirguistão, 16% disseram que foi bom, enquanto 61% que foram causados danos. Uma pesquisa de 2012 encomendada pela Carnegie Endowment viu que 38% dos armênios concordam que seu país "sempre necessitará de um líder como Stalin".

## Razões
Segundo as pesquisas, o que mais falta na antiga União Soviética era seu sistema econômico compartilhado, que proporcionava um mínimo de estabilidade financeira. As reformas econômicas neoliberais após o colapso da URSS e do bloco do leste resultaram em duros padrões de vida para a população em geral. Políticas associadas à privatização permitiram que a economia do país caísse nas mãos de uma oligarquia empresarial recém-estabelecida. O sentimento de pertencer a uma grande superpotência era uma razão secundária para a nostalgia; muitos se sentiram humilhados e traídos por suas experiências ao longo da década de 1990 e culparam a turbulência em assessores de potências ocidentais, especialmente à medida que a OTAN se aproximava da esfera de influência da Rússia. 
 

Segundo a Doutora Kristen Ghodsee, pesquisadora da Europa Oriental pós-comunista: 
"Somente examinando como os aspectos cotidianos do dia-a-dia foram afetados por grandes mudanças sociais, políticas e econômicas, podemos dar sentido ao desejo desse passado imaginado coletivamente, mais igualitário. Ninguém quer ressuscitar o totalitarismo do século XX. Mas a nostalgia do comunismo tornou-se uma linguagem comum através da qual homens e mulheres comuns expressam desapontamento com as deficiências da democracia parlamentar e do capitalismo neoliberal de hoje". 
Segundo a pesquisa do Levada Center (novembro de 2016), o povo sente falta da União Soviética principalmente por causa da destruição do sistema econômico conjunto de suas 15 repúblicas (53%); as pessoas perderam o sentimento de pertencer a uma grande potência (43%); a desconfiança mútua e a crueldade aumentaram (31%); a sensação de que você está em casa em qualquer parte da URSS foi perdida (30%); e a conexão com amigos, parentes perdidos (28%). A socióloga do Levada Center Karina Pipiya diz que os fatores econômicos tiveram o papel mais significativo na crescente nostalgia pela URSS na pesquisa de 2018, em oposição à perda de prestígio ou identidade nacional, observando que uma forte maioria dos russos "lamenta que costumava existir mais justiça social e que o governo trabalhava para o povo e que era melhor em cuidado com os cidadãos e expectativas paternalistas". Uma pesquisa do Centro Levada de junho de 2019 descobriu que 59% dos russos sentiam que o governo soviético "cuidava das pessoas comuns". A favorabilidade de Josef Stalin também atingiu máximas históricas na primavera daquele ano.

### Nostalgia comunista na Europa
- Ostalgie, na antiga Alemanha Oriental
- Yugo-nostalgia, na ex-Iugoslávia

### Sociedades da Internet
- Projeto "Enciclopédia da nossa infância", União Soviética através dos olhos dos contemporâneos
- Museu "século 20". Recordações sobre a época soviética
- LiveJournal: 
  - "Para nossa pátria soviética!"
  - "URSS (tudo sobre a época de 1917–1991)"
  - "O que é sempre bom lembrar"
  - "1922–1991: URSS em fotos"
- Cartões e cartazes soviéticos